# Ava de Fenouillet
Ava de Fenouillet, vicomtesse de Fenouillet, née en 1173 ou 1174 et morte en 1229, était une vicomtesse de Fenouillèdes, fille et héritière du vicomte Arnaud Ier de Fenouillet. Elle se marie à Pierre de Saissac qui prend le nom de Pierre IV de Fenouillet.

## Biographie
Fille unique et posthume du vicomte Arnaud Ier de Fenouillet et d'Alélaïde, elle hérite de la vicomté en 1173 ou 1174. Agissant peut-être sous la tutelle de sa suzeraine directe la vicomtesse Ermengarde de Narbonne, de son cousin et héritier désigné Bérenger de Peyrepertuse, ou bien du roi d'Aragon Alphonse II, elle épouse Pierre de Saissac après 1188. Les Saissac sont possessionés dans le comté de Carcassonne et assez riches. Bertrand de Saissac tuteur du vicomte Raimond-Roger Trencavel, lui prête ainsi 25000 sous en 1189. 
En juin 1193, le roi Alphonse II établit le comte Raimond-Roger de Foix seigneur intermédiaire des vicomtés de Narbonne, de Peyrepertuse et de Fenouillet. 
En 1208, la Croisade des albigeois s'abat sur le comté de Carcassonne, mais le Fenouillèdes, relevant du royaume d'Aragon, n'est pas encore directement concerné.
Veuve avant 1209, elle agit en tutrice de son fils Pierre V, souscrivant l'acte de donation de la vicomté de Fenouillet à Nuno Sanche de Roussillon en 1229.

### Mariage et descendance
Elle a épousé Pierre de Saissac qui prend alors le nom de Pierre IV de Fenouillet, duquel elle a Pierre V, vicomte de Fenouillet (1209-1255).